# فازن
پازن، روستایی ییلاقی از توابع بخش زواره شهرستان اردستان در استان اصفهان ایران است. نام این روستا برگرفته از یک نوع زیرگونه از گونه بز کوهی است.

## جمعیت
این روستا در دهستان سفلی قرار دارد و براساس سرشماری مرکز آمار ایران در سال۱۴۰۱، جمعیت آن۱۸۰ نفر (۲۴خانوار) بوده‌است.